# Paramecyna strandiella
Paramecyna strandiella är en skalbaggsart som beskrevs av Stefan von Breuning 1940. Paramecyna strandiella ingår i släktet Paramecyna och familjen långhorningar.
Artens utbredningsområde är Kongo-Kinshasa. Inga underarter finns listade i Catalogue of Life.